# Cavalry Horses Fording a Stream in Santiago de Cuba
Cavalry Horses Fording a Stream in Santiago de Cuba è un cortometraggio muto del 1898.

## Trama
Durante la spedizione su Santiago, i cavalieri devono attraversare un corso d'acqua: i cavalli scendono nel fiume e sembrano scomparire nell'acqua. A galla resta solo la testa dell'animale e il suo cavaliere. Quando la traversata è finita, i cavalli riemergono sull'altra sponda del fiume.

## Produzione
Il film fu prodotto dalla Selig Polyscope Company. Le riprese furono fatte a Santiago di Cuba: la pellicola fa parte di una serie di documentari girati dalla casa di produzione a Cuba durante la guerra ispano-americana del 1898.

## Distribuzione
Il film - un breve documentario di 15,24 metri - fu distribuito dalla Selig.